# مایکل سانتوس (بازیکن فوتبال)
مایکل سانتوس (انگلیسی: Michael Santos؛ زادهٔ ۱۳ مارس ۱۹۹۳) بازیکن فوتبال اهل اروگوئه است که در پست مهاجم برای باشگاه آرژانتینی تایریس بازی می‌کند.
وی همچنین در تیم‌های ملی فوتبال زیر ۲۰ سال اروگوئه و اروگوئه بازی کرده‌است.
وی در مسابقات کشوری و بین‌المللی در مجموع برندهٔ ۱ مدال طلا شده‌است.